# Boglárka (növénynemzetség)
A boglárka (Ranunculus) a boglárkavirágúak (Ranunculales) rendjébe, ezen belül a boglárkafélék (Ranunculaceae) családjába tartozó nemzetség.

## Magyarországon előforduló fajok
- réti boglárka (Ranunculus acris)
- nagy víziboglárka (Ranunculus aquatilis)
- vetési boglárka (Ranunculus arvensis)
- ázsiai boglárka vagy kerti boglárka (Ranunculus asiaticus)
- változó boglárka (Ranunculus auricomus)
- hagymás boglárka (Ranunculus bulbosus)
- merev víziboglárka (Ranunculus circinnatus)
- békaboglárka (Ranunculus flammula)
- úszó víziboglárka (Ranunculus fluitans)
- selymes boglárka (Ranunculus illyricus)
- gyapjas boglárka (Ranunculus lanuginosus)
- aziki boglárka (Ranunculus lateriflorus)
- nádi boglárka (Ranunculus lingua)
- berki boglárka (Ranunculus nemorosus)
- kisvirágú boglárka (Ranunculus parviflorus)
- villás boglárka (Ranunculus pedatus)
- pajzsos víziboglárka (Ranunculus peltatus)
- szőröstermésű víziboglárka (Ranunculus penicillatus)
- sokvirágú boglárka (Ranunculus polyanthemos)
- buglyos boglárka (Ranunculus polyphyllus)
- csőrös boglárka (Ranunculus psilostachys)
- sugaras víziboglárka (Ranunculus radians)
- kúszó boglárka (Ranunculus repens)
- kopasztermésű víziboglárka (Ranunculus rionii)
- buborcsboglárka (Ranunculus sardous)
- torzsikaboglárka (Ranunculus sceleratus)
- Steven–boglárka (Ranunculus strigulosus)
- hínáros víziboglárka (Ranunculus trichophyllus)
- sziki víziboglárka (Ranunculus tripartitus)

## Rendszerezés
A nemzetségbe az alábbi 3 alnemzetség, 452 faj és 2 hibrid tartozik:
- Ranunculus subg. Batrachium (DC.) A.Gray (1886)
  - nagy víziboglárka (Ranunculus aquatilis) L., 1753
  - Ranunculus ashibetsuensis G.Wiegleb
  - Ranunculus bungei Steudel
  - merev víziboglárka (Ranunculus circinnatus) Sibth.
  - Ranunculus divaricatus Schrank
  - Ranunculus eradicatus (Laest.) F.Johansen
  - Ranunculus flavidus (Hand.-Mazz.) C.D.K.Cook
  - úszó víziboglárka (Ranunculus fluitans) Lam.
  - Ranunculus hederaceus L.
  - Ranunculus kauffmannii Clerc
  - Ranunculus lobbii (Hiern.) A.Gray
  - Ranunculus nevensis
  - Ranunculus nipponicus
  - Ranunculus omiophyllus L.
  - Ranunculus pekinensis (L.Liou) G.Dahlgren, U. Jensen & J.W. Kadereit
  - pajzsos víziboglárka (Ranunculus peltatus) Schrank
  - szőröstermésű víziboglárka (Ranunculus penicillatus) (Dumort.) Bab.
  - sugaras víziboglárka (Ranunculus radians)
  - kopasztermésű víziboglárka (Ranunculus rionii) Lagger
  - Ranunculus saichinensis Byull.
  - Ranunculus setosissimus (A.P.Khokhr.) Luferov
  - hínáros víziboglárka (Ranunculus trichophyllus) Chaix
  - sziki víziboglárka (Ranunculus tripartitus)
  - Ranunculus yesoensis Nakai

- Ranunculus subg. Crymodes (A. Gray) A. Gray
  - Ranunculus camissonis Schltdl.
  - gleccserboglárka (Ranunculus glacialis) L.

- Ranunculus subg. Ranunculus
  - Ranunculus abchasicus Freyn ex Sommier & Levier, 1893
  - Ranunculus abnormis Cutanda & Willk., 1859
  - Ranunculus abortivus L., 1753
  - Ranunculus acaulis DC., 1817
  - Ranunculus acetosellifolius Boiss., 1838
  - Ranunculus aconitifolius L., 1753
  - Ranunculus acraeus Heenan & P.J.Lockh., 2006
  - Ranunculus acriformis A.Gray, 1886
  - réti boglárka (Ranunculus acris) L., 1753 - típusfaj
  - Ranunculus acutilobus Ledeb., 1753
  - Ranunculus adoneus A.Gray, 1863
  - Ranunculus adoxifolius Hand.-Mazz., 1939
  - Ranunculus aduncus Gren., 1847
  - Ranunculus aestivalis (L.D.Benson) Van Buren & K.T.Harper, 1994
  - Ranunculus ageri Bertol., 1819
  - Ranunculus albertii Regel & Schmalh., 1877
  - Ranunculus alismifolius Geyer ex Benth., 1849
  - Ranunculus allegheniensis Britton, 1895
  - Ranunculus allenii B.L.Rob., 1905
  - havasi boglárka (Ranunculus alpestris) L., 1753
  - Ranunculus ambigens S.Watson, 1878
  - Ranunculus amphitrichus Colenso, 1885
  - Ranunculus amplexicaulis L.
  - Ranunculus andersonii A. Gray, 1868
  - Ranunculus anemoneus F.Muell., 1855
  - Ranunculus angustifolius
  - Ranunculus arizonicus Lemmon ex A. Gray, 1886
  - vetési boglárka (Ranunculus arvensis) L., 1753
  - ázsiai boglárka vagy kerti boglárka (Ranunculus asiaticus) L., 1753
  - változó boglárka (Ranunculus auricomus) L., 1753
  - Ranunculus austro-oreganus L.D.Benson, 1954
  - Ranunculus bangii
  - Ranunculus barceloi Grau (1984)
  - Ranunculus baudotii
  - Ranunculus bilobus Bertol.
  - Ranunculus biternatus Sm.
  - Ranunculus bonariensis Poir., 1804
  - Ranunculus borealis Trautv., 1860
  - Ranunculus brevifolius Banks Et Sol.
  - hagymás boglárka (Ranunculus bulbosus) L.
  - Ranunculus bullatus L.
  - Ranunculus bupleuroides Brot.
  - Ranunculus cacuminis
  - Ranunculus californicus Benth.
  - Ranunculus canus Benth.
  - Ranunculus cardiophyllus Hook.
  - Ranunculus carinthiacus
  - Ranunculus cassubicifolius
  - Ranunculus cassubicus
  - Ranunculus caucasicus
  - Ranunculus clivicola B.G.Briggs
  - Ranunculus collicolus
  - Ranunculus coloradensis (L. Benson) L. Benson
  - Ranunculus cooleyae Vasey & Rose, 1893
  - Ranunculus cordiger Viviani
  - Ranunculus cortusifolius Willd.
  - Ranunculus crassipes
  - Ranunculus crenatus Waldst. & Kit.
  - Ranunculus crithmifolius Hook.f., 1864
  - Ranunculus cymbalaria Pursh
  - Ranunculus degenii Kümmerle & Jáv.
  - Ranunculus demissus DC.
  - Ranunculus densiciliatus W.T. Wang
  - Ranunculus dichotomus Moc. & Sessé ex DC.
  - Ranunculus dielsianus Ulbr.
  - Ranunculus diffusus DC.
  - Ranunculus dingjieensis L. Liou
  - Ranunculus dissectifolius F.Muell., 1855
  - Ranunculus dissectus M.Bieb.
  - Ranunculus distans Royle
  - Ranunculus dongrergensis Hand.-Mazz.
  - Ranunculus donianus Pritz.
  - Ranunculus elegans C. Koch, 1841
  - Ranunculus enysii Kirk, 1879
  - Ranunculus eschscholtzii Schltdl., 1820
  - Ranunculus extensus (Hook. f.) Schilbe. ex Engl., 1891
  - Ranunculus fallax
  - Ranunculus fascicularis Muhl. ex Bigelow
  - Ranunculus fasciculatus
  - Ranunculus flabellaris Raf.
  - békaboglárka (Ranunculus flammula) L.
  - Ranunculus glaberrimus Hook.
  - Ranunculus gmelinii DC.
  - Ranunculus goodleyanus
  - Ranunculus gormanii Greene
  - Ranunculus gracilipes Hook.f., 1864
  - Ranunculus grahamii Petrie, 1913
  - Ranunculus gramineus L.
  - Ranunculus haastii Hook.f., 1864
  - Ranunculus harveyi (A. Gray) Britton, 1894
  - Ranunculus hebecarpus Hook. & Arn.
  - Ranunculus helenae
  - Ranunculus hispidus Michx., 1803
  - Ranunculus hybridus
  - Ranunculus hydrocharoides A.Gray
  - Ranunculus hyperboreus Rottb., 1770
  - selymes boglárka (Ranunculus illyricus) L., 1753
  - Ranunculus indivisus (Maxim.) Hand.-Mazz., 1939
  - Ranunculus insignis Hook.f., 1852
  - Ranunculus × intermediifolius W.Huber
  - Ranunculus intramongolicus
  - Ranunculus inundatus R.Br. ex DC.
  - Ranunculus japonicus Thunb., 1794
  - Ranunculus jovis A.Nels.
  - Ranunculus jugosus
  - Ranunculus kadzusensis
  - Ranunculus kuepferi
  - Ranunculus lambayequensis
  - gyapjas boglárka (Ranunculus lanuginosus) L., 1753
  - Ranunculus lappaceus Sm.
  - Ranunculus lapponicus L.
  - nádi boglárka (Ranunculus lingua) L.
  - Ranunculus longirostris Godr., 1840
  - Ranunculus lyallii Hook.f.
  - Ranunculus macounii Britton
  - Ranunculus macrophyllus
  - Ranunculus magellensis
  - Ranunculus micranthus Nutt.
  - Ranunculus millefolius Banks & Sol.
  - Ranunculus montenegrinus (Halácsy ex Baldacci) Lindtner
  - Ranunculus moseleyi
  - Ranunculus multifidus Forssk.
  - Ranunculus muricatus L.
  - Ranunculus natans
  - Ranunculus nivalis L., 1753
  - Ranunculus nivicola Hook.f., 1844
  - Ranunculus obtusiusculus Raf.
  - Ranunculus occidentalis Nutt.
  - Ranunculus ophioglossifolius Vill.
  - Ranunculus orthorhynchus Hook.
  - Ranunculus pachyrrhizus Hook.f.
  - Ranunculus pacificus
  - Ranunculus papulentus Melville
  - Ranunculus parnassifolius
  - kisvirágú boglárka (Ranunculus parviflorus) L.
  - Ranunculus pedatifidus Sm.
  - Ranunculus peduncularis Sm.
  - Ranunculus pensylvanicus L.f., 1781
  - Ranunculus piliferus
  - Ranunculus pinguis Hook.f.
  - Ranunculus platanifolius L.
  - buglyos boglárka (Ranunculus polyphyllus)
  - Ranunculus populago Greene
  - Ranunculus prasinus
  - Ranunculus pusillus Poir.
  - Ranunculus pygmaeus Wahlenb.
  - Ranunculus pyrenaeus
  - Ranunculus radicans
  - Ranunculus recurvatus Poir.
  - kúszó boglárka (Ranunculus repens) L., 1753
  - Ranunculus reptabundus Rupr.
  - Ranunculus reptans
  - buborcsboglárka (Ranunculus sardous) Crantz
  - torzsikaboglárka (Ranunculus sceleratus) L.
  - Ranunculus scleratus L.
  - Ranunculus scrithalis Garn.-Jones, 1987
  - Ranunculus seguieri
  - Ranunculus septentrionalis Poir.
  - Ranunculus sericophyllus Hook.f., 1864
  - Ranunculus siamensis
  - Ranunculus sieboldii
  - Ranunculus silerifolius H.Lév.
  - Ranunculus sulphureus Sol. ex C.J. Phipps, 1774
  - Ranunculus thora L. 1753
  - Ranunculus traunfellneri Hoppe
  - Ranunculus trilobus Desf. 1799
  - Ranunculus triplodontus
  - Ranunculus triternatus A. Gray 1886
  - Ranunculus trivedii Aswal & Mehrotra, 1983
  - Ranunculus turneri Greene, 1892
  - Ranunculus uncinatus D.Don, 1831
  - Ranunculus velutinus Ten., 1825
  - Ranunculus venetus Huter ex Landolt
  - Ranunculus verticillatus Kirk, 1899
  - Ranunculus viridis H.D.Wilson et Garn.-Jones
  - Ranunculus wangianus Q.E.Yang, 2000
  - Ranunculus weberbaueri (Ulbr.) Lourteig
  - Ranunculus weddellii Lourteig
  - Ranunculus wettsteinii Dörfl.
  - Ranunculus weyleri Marès
  - Ranunculus xinningensis W.T.Wang
  - Ranunculus yanshanensis W.T.Wang
  - Ranunculus yaoanus W.T.Wang
  - Ranunculus yechengensis W.T.Wang
  - Ranunculus yinshanicus (Y.Z.Zhao) Y.Z.Zhao
  - Ranunculus yunnanensis Franch.
  - Ranunculus zhungdianensis W.T. Wang, 1987

A harmadik, azaz Ranunculus subg. Ranunculus alnemzetséget a következő 19 fajcsoporta osztják fel: Ranunculus sect. Acetosellifolii, Ranunculus sect. Aconitifolii, Ranunculus sect. Acris, Ranunculus sect. Casalea, Ranunculus sect. Chloeranunculus, Ranunculus sect. Echinella, Ranunculus sect. Ficariifolius, Ranunculus sect. Flammula, Ranunculus sect. Hecatonia, Ranunculus sect. Leucoranunculus, Ranunculus sect. Micranthus, Ranunculus sect. Physophyllus, Ranunculus sect. Polyphyllus, Ranunculus sect. Pseudadonis, Ranunculus sect. Ranuncella, Ranunculus sect. Ranunculus, Ranunculus sect. Thora, Ranunculus sect. Tuberifer és Ranunculus sect. Xanthobatrachium.
Az alábbi fajok még nincsenek besorolva a fenti alnemzetségekbe:
- Ranunculus alismellus
- Ranunculus allemannii
- Ranunculus amellus
- Ranunculus ampelophyllus
- Ranunculus amurensis
- Ranunculus anatolicus
- Ranunculus angustisepalus
- Ranunculus apenninus
- Ranunculus apiifolius
- Ranunculus araraticus
- Ranunculus astrantiifolius
- Ranunculus aureopetalus
- Ranunculus balangshanicus
- Ranunculus balikunensis
- Ranunculus banguoensis
- Ranunculus batrachioides
- Ranunculus bingoeldaghensis
- Ranunculus blankinshipii
- Ranunculus brachylobus
- Ranunculus brevis
- Ranunculus breviscapus
- Ranunculus brotherusii
- Ranunculus brutius
- Ranunculus buchananii
- Ranunculus buhsei
- Ranunculus bulbilliferus
- Ranunculus cabrerensis
- Ranunculus cangshanicus
- Ranunculus cantoniensis
- Ranunculus caprarum
- Ranunculus carpaticus
- Ranunculus changpingensis
- Ranunculus cheirophyllus
- Ranunculus chilensis
- Ranunculus chinensis
- Ranunculus chinghoensis
- Ranunculus chius
- Ranunculus chuanchingensis
- Ranunculus clethraphilus
- Ranunculus clypeatus
- Ranunculus concinnatus
- Ranunculus concinnus
- Ranunculus constantinopolitanus
- Ranunculus cornutus
- Ranunculus creticus
- Ranunculus crimaeus
- Ranunculus cuneifolius
- Ranunculus cupreus
- Ranunculus cymbalariifolius
- Ranunculus felixii
- Ranunculus fibrosus
- Ranunculus ficariifolius
- Ranunculus filamentosus
- Ranunculus flagelliformis
- Ranunculus fontanus
- Ranunculus formosa-montanus
- Ranunculus fraternus
- Ranunculus fuegianus
- Ranunculus furcatifidus
- Ranunculus gelidus
- Ranunculus geranioides
- Ranunculus gigas
- Ranunculus glabricaulis
- Ranunculus glacialiformis
- Ranunculus glareosus
- Ranunculus gracilis
- Ranunculus granatensis
- Ranunculus grandiflorus
- Ranunculus grandifolius
- Ranunculus grandis
- Ranunculus grayi
- Ranunculus gregarius
- Ranunculus grenierianus
- Ranunculus gusmannii
- Ranunculus guzmannii
- Ranunculus haemanthus
- Ranunculus hamiensis
- Ranunculus hayekii
- Ranunculus hejingensis
- Ranunculus hetianensis
- Ranunculus hirtellus
- Ranunculus hookeri
- Ranunculus humillimus
- Ranunculus hydrophilus
- Ranunculus hystriculus
- Ranunculus inamoenus
- Ranunculus incomparabilis
- Ranunculus isthmicus
- Ranunculus jacuticus
- Ranunculus jingyuanensis
- Ranunculus junipericola
- Ranunculus kamchaticus
- Ranunculus kamtschaticus
- Ranunculus krapfia
- Ranunculus kunlunshanicus
- Ranunculus kunmingensis
- Ranunculus lancipetalus
- aziki boglárka (Ranunculus lateriflorus)
- Ranunculus laxicaulis
- Ranunculus × levenensis
- Ranunculus limoselloides
- Ranunculus limprichtii
- Ranunculus lobatus
- Ranunculus longipes
- Ranunculus lourteigiae
- Ranunculus luoergaiensis
- Ranunculus luxurians
- Ranunculus maclovianus
- Ranunculus macropetalus
- Ranunculus mainlingensis
- Ranunculus marginatus
- Ranunculus marschlinsii
- Ranunculus matsudai
- Ranunculus megacarpus
- Ranunculus melanogynus
- Ranunculus membranaceus
- Ranunculus menyuanensis
- Ranunculus mexiae
- Ranunculus micronivalis
- Ranunculus micropetalus
- Ranunculus miliarakesii
- Ranunculus millefoliatus
- Ranunculus millii
- Ranunculus minor
- Ranunculus minutiflorus
- Ranunculus mogoltavicus
- Ranunculus monophyllus
- Ranunculus monspeliacus
- Ranunculus montanus
- Ranunculus morii
- Ranunculus munroanus
- Ranunculus muscigenus
- Ranunculus nankotaizanus
- Ranunculus neapolitanus
- Ranunculus nematolobus
- berki boglárka (Ranunculus nemorosus)
- Ranunculus nephelogenes
- Ranunculus nigrescens
- Ranunculus nodiflorus
- Ranunculus nubigenus
- Ranunculus nyalamensis
- Ranunculus olgae
- Ranunculus ollissiponensis
- Ranunculus ololeucos
- Ranunculus oreionannos
- Ranunculus oreophilus
- Ranunculus ovczinnikovii
- Ranunculus oxyspermus
- Ranunculus paishanensis
- Ranunculus paludosus
- Ranunculus pectinatilobus
- villás boglárka (Ranunculus pedatus)
- Ranunculus pedicellatus
- Ranunculus pegaeus
- Ranunculus peruvianus
- Ranunculus petrogeiton
- Ranunculus pianmaensis
- Ranunculus pilosus
- Ranunculus platensis
- Ranunculus platypetalus
- Ranunculus platyspermus
- Ranunculus podocarpus
- Ranunculus polii
- Ranunculus pollinensis
- sokvirágú boglárka (Ranunculus polyanthemos) Boreau (1857)
- Ranunculus polyrhizos
- Ranunculus polystachyus
- Ranunculus popovii
- Ranunculus potaninii
- Ranunculus praemorsus
- Ranunculus pratensis
- Ranunculus pseudolobatus
- Ranunculus pseudomillefoliatus
- Ranunculus pseudomontanus
- Ranunculus pseudopygmaeus
- Ranunculus pseudotrullifolius
- csőrös boglárka (Ranunculus psilostachys)
- Ranunculus psychrophilus
- Ranunculus pulchellus
- Ranunculus quelpaertensis
- Ranunculus radinotrichus
- Ranunculus ranunculinus
- Ranunculus regelianus
- Ranunculus revellieri
- Ranunculus rhomboideus
- Ranunculus rigescens
- Ranunculus rubrocalyx
- Ranunculus rufosepalus
- Ranunculus rumelicus
- Ranunculus ruscinonensis
- Ranunculus sabinei
- Ranunculus sartorianus
- Ranunculus serbicus
- Ranunculus sericocephalus
- Ranunculus serpens
- Ranunculus sewerzowii
- Ranunculus shaftoanus
- Ranunculus shanyangensis
- Ranunculus shuichengensis
- Ranunculus sierrae-orientalis
- Ranunculus silerifolius
- Ranunculus silvisteppaceus
- Ranunculus similis
- Ranunculus sinovaginatus
- Ranunculus smirnovii
- Ranunculus sommieri
- Ranunculus songoricus
- Ranunculus spaniophyllus
- Ranunculus sphaerospermus
- Ranunculus spicatus
- Ranunculus sprunerianus
- Ranunculus stenorhynchus
- Ranunculus stojanovii
- Ranunculus strigillosus
- Steven–boglárka (Ranunculus strigulosus)
- Ranunculus subcorymbosus
- Ranunculus subhomophyllus
- Ranunculus submarginatus
- Ranunculus sulphureus
- Ranunculus svaneticus
- Ranunculus szowitsianus
- Ranunculus tachiroei
- Ranunculus taisanensis
- Ranunculus taiwanensis
- Ranunculus tanguticus
- Ranunculus tengchongensis
- Ranunculus ternatus
- Ranunculus tetrandrus
- Ranunculus thasius
- Ranunculus thracicus
- Ranunculus transcaucasicus
- Ranunculus transiliensis
- Ranunculus transochotensis
- Ranunculus trautvetterianus
- Ranunculus triangularis
- Ranunculus trichocarpus
- Ranunculus trigonus
- Ranunculus trullifolius
- Ranunculus ultramontanus
- Ranunculus uniflorus
- Ranunculus ussuriensis

### Fordítás
- Ez a szócikk részben vagy egészben  a   List of Ranunculus species című angol Wikipédia-szócikk ezen változatának fordításán alapul.  Az eredeti cikk szerkesztőit annak laptörténete sorolja fel. Ez a jelzés csupán a megfogalmazás eredetét és a szerzői jogokat jelzi, nem szolgál a cikkben szereplő információk forrásmegjelöléseként.